# Nordisk ras

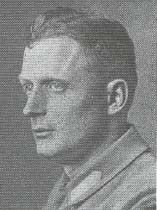
En tysk man som ansågs vara av nordisk ras.

Nordisk ras var en inom rasbiologin förekommande beteckning på en gren inom den kaukasoida eller "vita rastypen".
Benämningen anses numer föråldrad och används ej då den kan uppfattas som rasistisk. Begreppet nordiska rasen bör snarare ses som en ideologisk benämning och inte en vetenskaplig.
Den Nordiska Rasen kan även kallas för den Germanska Rasen.
Den Germanska fenotypen har ansetts vara mest påtaglig hos Skandinaviska, Nordtyska och Holländska Folket men i vissa sammanhang påstods det att den Germanska rasen hade en större utbredning. På kartan visas den Nordiska rasens geografiska utbredning i rött.

## Karakteristika
Fenotypen ansågs karakteriseras av en lång och smal kroppsbyggnad. Håret var oftast ljust, vanligtvis blont eller rött. Färgen på ögonen skulle vanligen vara blå, grå eller gröna. Hudfärgen skulle vara ljus med låg pigmentering. Övriga karakteristiska drag hos den nordiska rasen ansågs vara långskallighet. 
Bilden till höger är tagen ifrån ett äldre uppslagsverk. Det är en illustration över hur den nordiska rasen kunde se ut enligt rasbiologin. Detta har idag förkastats och kan uppfattas som rasistiskt eftersom det grundar sig på rasbiologi, som idag anses vara pseudovetenskap.

## Historia

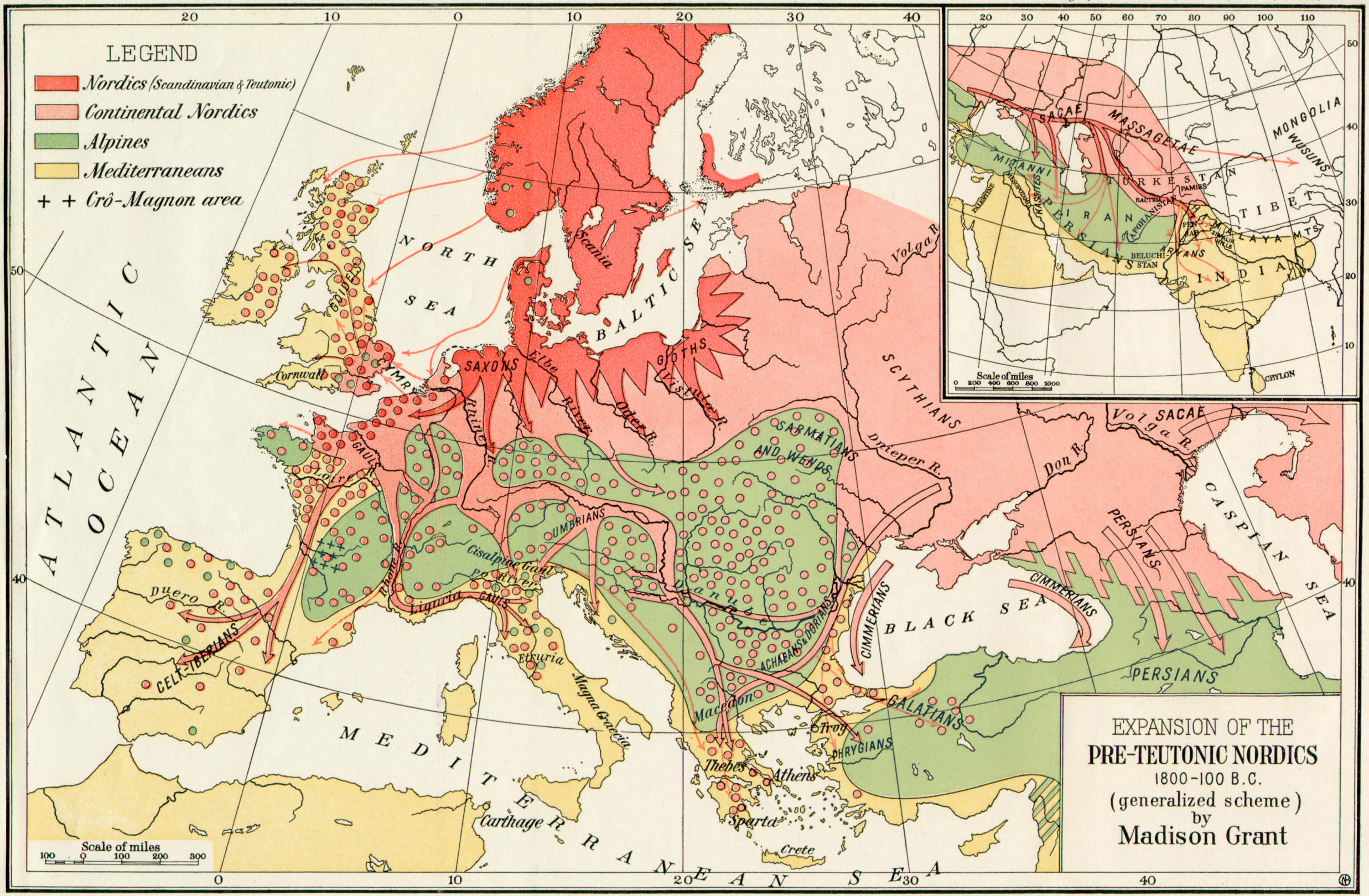
Karta över Europas "raser" från Madison Grant's The Passing of the Great Race, or the Racial Basis of European History (1916)

Begreppet myntades under början av 1900-talet i samband med genetikens genombrott, då vetenskapen blev mer medveten om arvsmassa och DNA.
Rasbiologer under 1900-talet, exempelvis Madison Grant, ansåg att Europas vita befolkning kunde delas in i 3 stora huvudgrupper, dessa var den nordiska och den alpina rasen samt medelhavsrasen. Dessa  grupper sades utgöra huvudmassan av befolkningen, även om andra inslag kunde förekomma som exempelvis östbaltisk ras och dinarisk ras.
Förutom utseende, så hävdades det även att personliga egenskaper var ärftliga, exempelvis intelligens. Med tiden uppkom idén om mänskliga raser, där den nordiska rasen ansågs vara överlägsen alla andra. Samtidigt oroade man sig för att den nordiska rasen skulle kunna dö ut och att de nordiska arvsanlagen skulle blandas ut med anlag från andra raser.
Detta rastänkande anses vara en av orsakerna till den rashygien som senare utvecklades, där man försökte att förädla den nordeuropeiska befolkningen genom att förhindra äktenskap mellan människor av olika etniciteter och tvångssterilisering.
Inom de av Arthur de Gobineau grundlagda talades i stället om arier, som dock i många avseenden skiljde sig från övriga rasteorier, då alpin ras i allmänhet också ansågs som arisk, medan medelhavsrasen ansågs som en arisk ras uppblandad med semitisk ras som man föreställde sig skulle ha förorenat andra kaukasoida raser som inte var lika högstående som den ariska.
Dessa tankegångar var även en del av grunden inom nazismen, där det påstods att den nordiska rasen, som även av nazismen kallades för ariska rasen, skulle varit mänsklighetens härskarras.

## Bilder

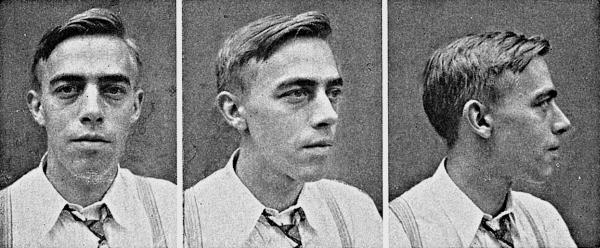
En dansk man från Jylland, som av den amerikanske antropologen Carleton S. Coon ansågs vara av "Corded predominance" (på svenska ungefär "förhärskande snörkeramisk"). Hans ansiktslängd ansågs vara ovanligt lång; vilket var vanligt för skallfynd gjorda från den snörkeramiska kulturen.
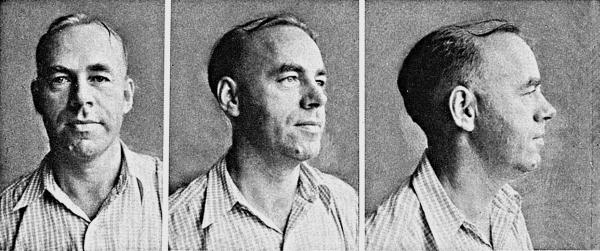
En svensk man från Söderhamn som ansågs tillhöra samma "Corded"-typ.
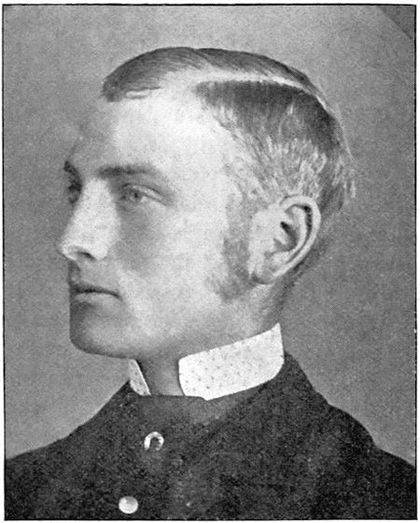
En engelsman från Sussex i södra England som ansågs tillhöra den nordiska rasen.
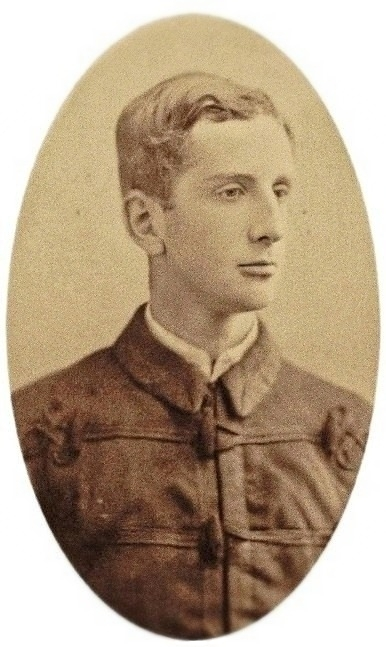
En irländare som ansågs tillhöra den nordiska rasen.
Bild på Nordisk ras från Augustus Henry Keane's Man, Past and Present (1899).
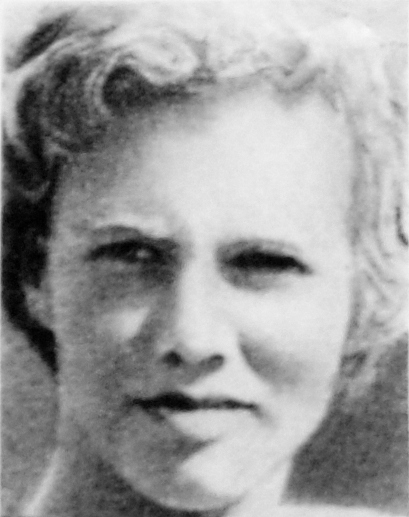
En svensk kvinna som användes som exempel på den nordiska rasen i ett polskt uppslagsverk utgivet 1975.